# Супермен і Лоїс
«Супермен і Лоїс» (англ. Superman & Lois) — американський драматичний серіал про супергероїв, розроблений для телевізійного каналу CW Тоддом Хелбінгом та Грегом Берланті, заснований на персонажах коміксів DC Супермен та Лоїс Лейн, створений Джеррі Зігелем та Джо Шустером. Тайлер Геклін та Елізабет Таллок зіграли головних ролей Кларка Кента / Супермена, костюмованого супергероя, та Лоїс Лейн, журналістку Daily Planet. Серіал розміщений у стрілці Arrowverse, розділяючи наступність з іншими телевізійними серіями франшизи.
Серіал був анонсований в жовтні 2019 року, а замовити його в січні 2020 року. Зйомки розпочалися в жовтні 2020 року і завершились у червні 2021 року. Прем'єра серіалу відбулася 23 лютого 2021 року.
У березні 2021 року серіал продовжили на другий сезон.. Прем'єра другого сезону відбулась 11 січня 2022 року. 22 березня 2022 року телесеріал було продовжено на третій сезон, прем'єра якого відбулась 14 березня 2023 року 13 червня 2023 року телесеріал було продовжено на четвертий сезон який буде останнім і складатиметься с 10 серій. Прем'єра четвертого сезону відбудеться 17 жовтня 2024 року.

## Сюжет
Кларк Кент / Супермен та Лоїс Лейн повертаються до Смолвіля зі своїми синами Джонатаном та Джорданом, де вони знайомляться з Ланою Ленг, її чоловіком Кайлом Кушингом та їхньою дочкою Сарою. Їх ідилічне життя переривається, коли входить Незнайомець, а також таємні експерименти Моргана Еджа.

## В ролях

### Головний склад
| Актор           | Роль                            |
| --------------- | ------------------------------- |
| Тайлер Геклін   | Кал-Ел / Кларк Кент / Супермен  |
| Елізабет Таллок | Лоїс Лейн                       |
| Джордан Ельссас | Джонатан Кент                   |
| Алекс Гарфін    | Джордан Кент                    |
| Ерік Вальдес    | Кайл Кушинг                     |
| Інде Наварретт  | Сара Кушинг                     |
| Парки Вуле      | Джон Генрі Айронс / Незнайомець |
| Адам Рейнер     | Таль-Ро / Морган Едж            |
| Ділан Уолш      | Сем Лейн                        |
| Еммануель Шрікі | Лана Ленг-Кушинг                |

### Другорядний склад
| Актор                | Роль                      |
| -------------------- | ------------------------- |
| Джозелін Пікар       | Софі Кушинг               |
| Фріці Клеванс-Дестін | Шон Сміт                  |
| Верн Лі              | Тег Гарріс                |
| Зейн Кліффорд        | Тіммі Райан               |
| Стейсі Фарбер        | Леслі Ларр                |
| Софія Хасмік         | Крісі Беппо               |
| Ангус Макфадієн      | Йор-Ел                    |
| Денні Вотлі          | Гейнс                     |
| Гешам Хаммуд         | підполковник Рено Розетті |
| Ліа Вонг             | Емілі Фан                 |
| Дженна Деван         | Люсі Лейн                 |
| Ріа Кілстедт         | Еллі Аллстон              |
| Ієн Боен             | Мітч Андерсон             |

## Огляд сезонів
| Сезон | Сезон | Епізоди | Дата показу     | Дата показу    | Рейтинг Нільсона | Рейтинг Нільсона       |
| Сезон | Сезон | Епізоди | Прем'єра        | Фінал          | Ранк             | Глядачі США (мільйони) |
| ----- | ----- | ------- | --------------- | -------------- | ---------------- | ---------------------- |
|       | 1     | 15      | 23 лютого 2021  | 17 серпня 2021 | 116              | 2.44                   |
|       | 2     | 15      | 11 січня 2022   | 29 червня 2022 | В очікуванні     | В очікуванні           |
|       | 3     | 13      | 14 березня 2023 | 27 червня 2023 | В очікуванні     | В очікуванні           |
|       | 4     | 10      | 7 жовтня 2024   | 2 грудня 2024  | В очікуванні     | В очікуванні           |

## Виробництво

### Розробка
Серіал було оголошено в жовтні 2019 року, а виконавчими продюсерами стали Тодд Гелбінг, Грег Берланті, Сара Шехтер і Джефф Джонс, а Гелбінг написав сценарій для серіалу. 14 січня 2020 року The CW офіційно замовив серіал «Супермен і Лоїс». Перший сезон складався з 15 епізодів. Серіали «Евервуд» і «Нічні вогні п'ятниці» послужили натхненням для серіалу, оскільки вони також були сімейними драмами. Гелбінг пояснив багато аспектів «Супермен і Лоїс» які підходили так, ніби це повнометражний фільм, як-от співвідношення сторін, операторська робота та постановочний дизайн, кажучи: «Ми конкуруємо з кабельними шоу та стримерами… ми хотіли мати можливість це зробити та запропонувати глядачам щось однаково якісне».

### Кастинг
Тайлер Геклін і Елізабет Таллок з'явились у періодичній ролі Кларка Кента та Лоїс Лейн у телесеріалі «Супердівчина». У лютому 2020 року Джордан Елзасс і Алекс Гарфін отримали роль синів Кларка і Лоїс Джонатана Кента і Джордана Кента відповідно. У квітні Ділан Волш отримав роль Семюела Лейна. Волш замінить Гленна Моршоуера, який раніше з'являвся в ролі в «Супердівчині». Еммануель Шрікі також була обрана на роль Лани Ленг разом з Еріком Вальдесом на роль Кайла Кушинг. Наступного місяця Воле Паркс отримав роль «Незнайомця», а Інде Наварретт — роль Сари Кушинг. Крім того, Адам Рейнер зображує Моргана Еджа, яку раніше зображував Адріан Пасдар у «Супердівчині».
У жовтні 2020 року Софія Хасмік і Стейсі Фарбер отримали повторні ролі Кріссі Беппо і Леслі Ларр відповідно. У грудні 2020 року стало відомо, що Девід Ремсі знову зіграє роль Джона Діґгла в «Стрілі» на додаток до режисури принаймні одного епізоду серіалу. У червні 2021 року Хасмік була підвищена до регулярного серіалу другого сезону.  У серпні 2021 року Тайлер Бак, яка зіграла гость у першому сезоні, була підвищена до регулярного серіалу другого сезону. У жовтні 2021 року Іан Боен був обраний на повторювану роль лейтенанта Мітча Андерсона для другого сезону. Дженна Деван, яка раніше грала Люсі Лейн у «Супердівчині», повторила свою роль у другому сезоні. 16 серпня 2022 року стало відомо що Джордан Ельзас пішов з серіалу В вересні 2022 року Майкл Бішоп отримав роль Джонатана Кента

### Зйомки
Очікувалося, що зйомки пілотного фільму розпочнуться 23 березня 2020 року у Ванкувері, Британська Колумбія, і завершаться 14 травня. Однак 13 березня 2020 року плани зйомок пілотної серії було відкладено через COVID-19. пандемії до червня або липня того ж року.  Наприкінці липня 2020 року компанія Warner Bros. Television планувала відновити виробництво у Ванкувері наприкінці серпня. Зйомки 1 сезону розпочалися 21 жовтня 2020 року і завершилися 2 липня 2021 року. Зйомки серіалу відбуваються в Сурреї, Британська Колумбія. Зйомки другого сезону розпочалися 15 вересня 2021 року та завершилися 5 травня 2022 року.. Зйомки третього сезону розпочнуться 9 вересня 2022 року та завершаться 5 квітня 2023 року.